# Sang et Or (film, 2003)
Pour les articles homonymes, voir Sang et or.
Pour plus de détails, voir Fiche technique et Distribution.
Sang et or (en persan : طلای سرخ, Talā-ye sorkh) est un film dramatique iranien réalisé par Jafar Panahi et écrit par Abbas Kiarostami, sorti en 2003. Interdit de diffusion publique ou privée en Iran en raison de sa critique de la société iranienne sous le régime des Mollahs, le film n'en est pas moins un succès critique et gagne des prix dans plusieurs festivals internationaux comme le Festival de Cannes ou le Festival international du film de Valladolid. 

## Contexte de parution
En Avril 2001 Jafar Panahi quitte Hong Kong pour l'Amérique du Sud, son film précédent, Le Cercle, étant supposé être diffusé dans des festivals de cinéma à Montevideo et Buenos Aires. Alors qu'il avait été assuré qu'il ne nécessitait pas de visa de transit, il est retenu à la douane de l'aéroport JFK puis détenu pendant une nuit. De même en 2002 Abbas Kiarostami se voir refuser son visa pour entrer aux États-Unis alors que son film Ten  est projeté au Festival du film de New York.
À la suite des réactions de soutien de plusieurs réalisateurs internationaux qui décident de ne plus participer aux festivals américains (Aki Kaurismäki, Bertrand Tavernier...), Panahi décide également en signe de protestation de ne pas participer à la première de Sang et Or à New-York. 

## Pressions politiques
Tout comme Le Cercle son film précédent, Sang et Or est interdit à la diffusion sous quelque forme que ce soit dans le pays d'origine de son réalisateur. 
Pahani est, à la suite de ce film, interrogé à plusieurs reprises par les services secrets iraniens comme c'est souvent le cas pour les artistes dissidents de retour en Iran. 
Commentant ces interrogatoires Panahi déclare « La première chose qu'ils disent toujours c'est que nous sommes des espions de l'Occident. C'est comme ça que toute la presse gouvernementale nous appelle : espions. C'est comme s'ils étaient incapables de penser que l'on puisse être indépendant ». Le réalisateur témoigne de plus d'une certaine frustration liée au fait que son film sur l'Iran et la société iranienne ne puisse être visionné par les Iraniens eux-mêmes, « Avant toute chose je veux diffuser mon film en Iran. Mais le côté positif est que si le film a du succès en dehors de l'Iran, il finira par être sauvé. Il rentrera clandestinement dans le pays en vidéo ou par la télévision satellite et quand cela arrivera mes compatriotes pourront le voir. Et puis, l'histoire a démontré que même si un film a été interrompu, interdit ou enterré, il ne meurt jamais vraiment. Le système ne peut pas durer pour toujours. Je peux attendre ».  

## Synopsis
Selon un livreur de pizza, Hussein, il existe un déséquilibre du système social profond. Il le voit partout où il va. Un jour, lorsque son ami, Ali, lui montre un porte feuille perdu, avec à l'intérieur un collier, il n'arrive pas à comprendre le niveau de vie des nobles. Son faible salaire ne lui permettrait jamais d'acquérir un aussi beau bijou...

Un autre jour, lorsqu'il visite une bijouterie fortunée, il est de nouveau surpris que personne ne l'accueille, comme s'il n'allait rien acheter. Comme s'il était pauvre et étranger.

Mais un jour, Hussein va découvrir la vie qui se cache derrière l'argent, mais cela ne le mènera pas où il aurait préféré être...

## Analyse
Comme plusieurs autres films de Mr. Panahi, Sang et Or dispose d'une structure cyclique, commençant et s'achevant sur la scène du braquage de la bijouterie. Selon lui les Hommes sont prisonniers de ce cercle et l'humanité comme les personnages de ses films tentent de s'en échapper. 
Alors que dans ses films précédents Mr. Panahi racontait l'histoire à travers le regard d'enfants pour en atténuer la violence, il se refuse à utiliser ce subterfuge dans ce film. Sang et Or s'annonce désespéré dès son commencement et son titre même laisse entrevoir la fin tragique, un geste calculé dans le but selon le réalisateur « que l'audience sache en avance ce qu'il va se passer à la fin, afin qu'elle puisse se concentrer uniquement sur les raisons qui mènent à cette fin ».  
Ainsi le film met en exergue l'absurdité et l’attente qui assaillent le protagoniste. Alors que ce dernier vient livrer une pizza dans un complexe d'appartements, il est obligé d'attendre dehors avec des officiers venus mettre fin à une fête, officiers qui eux-mêmes attendent que leurs victimes se présentent à eux au lieu d'intervenir. Il attend ensuite devant la bijouterie quand le propriétaire refuse de laisser rentrer, dans la boutique alors que ses amis prétendent être riches sans que cela soit le cas, ou encore chez un riche client engagé dans une conversation absurde au téléphone. 
Ces attentes couplées au mépris dont il est victime par ce que pauvre, devenant autant d'accablements qui érodent les touches d'espoir du film et le conduisent implacablement vers sa fin tragique. 

## Fiche technique
- Titre : Sang et or
- Titre original : Talā-ye sorkh
- Réalisation : Jafar Panahi
- Scénario : Abbas Kiarostami
- Photographie : Hossein Djafarian
- Production : Jafar Panahi
- Composition : Peyman Yazdanian
- Pays d'origine :  Iran
- Format : couleur - Son : stéréo
- Genre : Policier, drame et thriller
- Durée : 97 minutes
- Date de sortie : 
  -  Iran : 2003
  -  France : 2004

## Distribution
- Hossain Emadeddin
- Kamyar Sheisi
- Azita Rayeji
- Shahram Vaziri
- Ehsan Amani
- Pourang Nakhael
- Kaveh Najmabadi
- Saber Safael
- Behnaz Houri
- Mehran Rajabi
- Ramin Rastad
- Yadollah Samadian

## Conditions de tournage
Hussein Emadeddin qui interprète le personnage principal est un véritable livreur de pizza atteint de schizophrénie ce qui a pu compliquer le tournage. Hyper-paranoïaque ce dernier pouvait entrer dans des accès de colère et s'en prendre aux acteurs et techniciens ou détruire des objets sur le plateau. 

## Distinctions
- 2003 : Prix du jury Un certain regard au Festival de Cannes
- 2003 : Meilleur film au Festival de Chicago
- 2003 : Espiga de Oro au  Festival international du film de Valladolid